# Bazilij I. Makedonec
Bazilij I. Makedonec (srednjeveško grško Βασίλειος ὁ Μακεδών, latinizirano: Basíleios ho Makedṓn) je bil bizantinski cesar, ki je vladal od leta 867 do 886, * 811, † 29. avgust, 886.
Rodil se je kot preprost kmet v bizantinski témi Makedoniji, se povzpel na cesarski dvor  in si nazadnje prisvojil prestol cesarja Mihaela III. Pijanca (vladal  842-867).  Bazilij je kljub skromnemu začetku pokazal izredne sposobnosti za vodenje državnih zadev, kar je privedlo do okrepitve države in renesanse bizantinske umetnosti. Bizantinci so ga imeli za enega od svojih največjih cesarjev. Obdobje vladavine Makedonske  dinastije (867-1056), katere ustanovitelj je bil, se šteje za najbolj slavno in uspešno obdobje Bizantinskega cesarstva.

## Od kmeta do cesarja
Bazilij je bil rojen v kmečki družini konec leta  811 (po nekaterih podatkih v 830. letih)  v Hariupolisu v bizantinski témi Makedoniji, ki se približno ujema s sedanjim Odrinom v Trakiji Trakija je bila v tistem času naseljena s prebivalci slovanskega, grškega in armenskega porekla, zato bi Bazilij  lahko imel armenske, slovanske  ali celo armensko-slovanske prednike. Irski bizantinist John Bagnell Bury na osnovi arabskih virov, ki so vse Makedonce imeli za Slovane, odklanja trditev, da bi bil Slovan (arabsko Saqaliba). Njegovo mnenje podpira prominenten zgodovinar Peter Charanis, specialist za etnične študije Bizantinskega cesarstva, saj se je ozemlje bizantinske téme Makedonije ujemalo z zahodno Trakijo in ne s sodobno Makedonijo. Avtor edine (angleške) Bazilijeve biografije trdi, da njegovega porekla ni mogoče ugotoviti, četudi  so imeli Armenci v Bizantinskem cesarstvu privilegiran položaj. Rodoslovje, sestavljeno  med njegovo vladavino, je zanikalo njegovo kmečko poreklo, ampak ga je prikazalo kot potomca armenskih kraljev Arsakidov in celo Aleksandra Velikega. Člani Makedonske dinastije so to družinsko drevo izkoriščali  za trditev, da so nasledniki kralja Tiridata III. Armenskega. Zgodovinar John Julius Norwich trdi, da je bi Bazilijev materni jezik armenščina in da je grško govoril z močnim naglasom. Mnenja znanstvenikov so glede tega različna, ker so člani Makedonske dinastije poleg grščine govorili tudi slovanska narečja.
Ena od zgodb pravi, da je del otroštva skupaj z družino preživel v Bolgariji, kamor naj bi prišel leta 813  kot ujetnik carja Kruma (vladal  803-814). Tam naj bi živel do leta 836 in nato z več drugimi ujetniki pobegnil v bizantinski del Trakije. Z veliko sreče je prišel kot konjušnik v službo Teofilica, sorodnika ministra Bardasa, strica cesarja Mihaela III.. V Teofilicevi službi je obiskal Patras, kjer je pridobil simpatije in službo pri premožni vdovi Danielis. Zaradi izkušenj s konji in zmage na bolgarskem tekmovanju rokoborcev je vzbudil pozornost cesarja Mihaela III.. Kmalu zatem je postal cesarjev spremljevalec, zaupnik in telesni stražar (parakoimomenos).
Na cesarjevo zahtevo se je ločil od svoje žene Marije in se okoli leta 865 poročil s cesarjevo najljubšo ljubico Evdokijo Ingerino. Med pohodom proti Arabcem je prepričal Mihaela III., da njegov stric Bardas hlepi po bizantinskem prestolu. 21. aprila 866 je Bardasa s cesarjevim dovoljenjem ubil. Po njegovi smrti je postal vodilna osebnost bizantinskega dvora s prestižnim naslovom kaisar (mlajši cesar). 26. maja 866 je bil krona za socesarja.  K imenovanju je spadalo tudi posinovljenje, čeprav je bil Mihael III. mnogo mlajši od Bazilija. 
V cesarstvu je veljalo splošno prepričanje, da je bil Bazilijev naslednik in domnevni sin Leon VI., v resnici Mihaelov sin. Bazilij je bil s tem mnenjem verjetno seznanjen in je zato sovražil Mihaela, vendar ga je zaradi promocije v cezarja in nato socesarja potlačil, saj mu je položaj socesarja zagotavljal, da bodo njegovi otroci zakoniti dediči bizantinskega prestola. Zanimivo  je, da je Mihael III. ob rojstvu Leona VI. proslavil dogodek z javnim tekmovanjem bojnih voz in hkrati odločno poučil Bazilija, naj se ne drzne zanašati na položaj mlajšega cesarja.
Ko je Mihael III. izbral novega ljubljenca, dvorjana Baziliskijana, je Bazilij začutil, da je njegov položaj ogrožen. Ker je Mihael grozil, da bo Baziliskijanu podelil cesarski naslov, je Bazilij organiziral njegov umor. V noči s 23. na 24. september 867 sta se Mihael in Baziliskijan sta se po banketu v Antimovi palači zelo napila. Bazilij je z manjšo skupino pristašev, v kateri so bili tudi njegov oče Bardas, brat Marin in nečak Ajleon, vstopil v palačo in v nezastraženi spalnici oba ubil. Bazilij, ki je bil ob Mihaelovi smrti na položaju socesarja, je po njegovi smrti postal njegov zakonit naslednik (basileus).

## Vladanje
Bazilij je odprl novo poglavje zgodovine Bizantinskega cesarstva, ki je dobilo ime po njegovi Makedonski dinastiji. Med njeno vladavino je cesarstvo doživelo obdobje širjenja ozemlja in postalo najmočnejša država v Evropi in vzhodnem Sredozemlju. 
Bazilij I. je postal učinkovit in spoštovan vladar, ki je kljub temu, da ni imel nobene formalne izobrazbe ter vojaških in upravnih izkušenj,  vladal 19 let. Uspehe je dosegel kljub temu, da je bil pred tem sluga izprijenega cesarja in je na oblast prišel z nizom preračunanih umorov. Politični umor Mihaela III. ni sprožil večjih političnih reakcij, verjetno zato, ker je bil med konstantinopelsko administracijo zaradi nezanimanja za državno upravo nepriljubljen. Bil je tudi brezbožen in na splošno odtujen od bizantinskega prebivalstva. Ko je na oblast prišel Bazilij, se je kmalu pokazalo, da namerava vladati učinkovito. Na svojem kronanju je javno pokazal tudi  svojo vernost, saj je svojo krono uradno izročil Kristusu. Pobožnost  in pripadnost pravoslavju je vzdrževal  in kazal ves čas svojega vladanja.

### Notranja politika
Da bi svoji družini zagotovil bizantinski prestol, je leta 869 za socesarja imenoval najstarejšega sina Konstantina, leta 870 pa še drugega sina Leona. 
Zaradi obširnega dela na zakonodajnem področju ga pogosto imenujejo tudi »drugi Justinijan«. Bazilijevi zakoni,  zbrani v Baziliki,  obsegajo šestdeset knjig. Poleg Bazilike je bilo napisanih tudi nekaj manjših priročnikov, znanih kot  Eisagoge.  Njegovo delo je dokončal Leon VI.. Bazilika je ostala v veljavi do propada Bizantinskega cesarstva. Ironično je, da so zbornik zakonov začeli pisati verjetno pod vodstvom cesarja Bardasa, katerega so na Bazilijev ukaz umorili.
Bazilijeva finančna uprava je bila zelo preračunljiva. Cesar je zavestno želel posnemati Justinijana I.  in je v Konstantinoplu sprožil obsežen program gradenj, ki ga je kronala gradnja  stolnice Nea Ekklesia.

### Zunanje zadeve
Bazilijevo vladavino je zaznamovala vojna z upornimi heretiki pavličani, zbranimi okoli Tefrike v gornjem toku Evfrata, ki so skupaj z zavezniki Arabci vdirali vse do Nikeje v zahodni Mali Aziji in oplenili Efez. Bazilijev general Kristofer je leta 872 premagal pavličane. Njihova država se je po smrti njihovega voditelja Hrizoherja uklonila Bizantinskemu cesarstvu. Vojskovanje z Arabci v Mali Aziji ni prineslo skoraj nobenih  uspehov, vendar so Bizantinci mejo kljub temu okrepili. Otok Ciper se je opomogel, vendar je ostal v bizantinskih rokah samo sedem let.
Bazilij je bil prvi bizantinski cesar po Konstansu II. (vladal 641-668), ki je izvajal aktivno politiko obnovitve moči cesarstva na Zahodu. Povezal se je s cesarjem Svetega rimskega cesarstva Ludvikom II. (vladal 850-875) proti Arabcem in mu poslal floto 139 ladij  z nalogo, da prekine njihove napade v Jadranskem morju. Ludvik II. je leta 871 z bizantinsko pomočjo osvojil Bari, ki je leta 876 pripadel Bizantincem. Bizantinski položaj na Siciliji se je kljub temu poslabšal in Sicilski emirat je leta 878 osvojil Sirakuze.  Za njen padec je bil kriv Bazilij, ker na Sicilijo ni poslal svojega ladjevja, ampak ga je uporabil za prevoz marmorja za konstantinopelsko katedralo.  Čeprav je bila večina Sicilije izgubljena, je generalu Fakasu starejšemu leta 880 uspelo zavzeti Taranto in večino Kalabrije. Njegovi uspehi na Apeninskem polotoku so pomenili začetek novega  obdobja bizantinske vladavine v Italiji. Bizantinci so zatem močno krepili svojo prisotnost na Sredozemlju, še posebej na Jadranskem morju.

## Zadnja leta vladanja
Bazilijeva energičnost je začela pojemati leta 879, ko je umrl njegov najstarejši in najljubši sin Konstantin. Po njegovi smrti je za socesarja imenoval najmlajšega sina Aleksandra. Natančnega in pikolovskega sina Leona ni maral in ga je včasih tudi pretepel, morda zato, ker je sumil, da je sin Mihaela III.. V poznejših letih so se odnosi med njima še poslabšali zaradi suma, da želi Leon maščevati Mihaelovo smrt. Zaradi suma, da pripravlja zaroto, so sina aretirali, kar je sprožilo javne nemire. Bazilij je sinu grozil, da ga bo dal oslepiti, vendar je njegovo namero preprečil patriarh Fotij. Po treh letih ječe so Leona osvobodili.
Bazilij je po težki nezgodi na lovu zbolel in 29. avgusta 886 umrl. Na lovu se je njegov pas zapletel v rogovje jelena, ki naj bi ga za seboj vlekel 16 milj. Rešil ga je spremljevalec, ki je z nožem prerezal vezi. Spremljevalca so zatem obtožili, da ga je nameraval  ubiti, in so ga še pred cesarjevo smrtjo usmrtili.
Nasledil ga je Leon VI., ki je očeta s slovesnim obredom pokopal v cesarskem mavzoleju v cerkvi Svetih apostolov v Konstantinoplu. Njegovo dejanje je še bolj utrdilo javno prepričanje, da je Mihaelov sin.

## Družina
Bazilijev oče je bil Bardas/Konstantin Makedonski. Ime matere ni znano.
S prvo ženo Marijo je imel več otrok, med njimi 
- Bardasa,
- Anastazijo, poročeno z generalom Kristoferjem,
- Konstantina  (okoli 865 – 3. september 879), Bazilijevega socesarja od 6. januarja  868 do njegove smrti.  Ostrogorsky trdi, da je bil leta 869 zaročen z Ermengardo Provansalsko, hčerko cesarja Svetega rimskega cesarstva Ludvika II.  in Engelberge.  Ko so se odnosi med Bazilijem in Ludvikom skrhali, so poročno pogodbo razdrli.

Z drugo ženo Evdokijo Ingerino je imel uradno naslednje otroke:
- Leona VI., ki je nasledil njegov prestol in je bil morda sin Mihaela III.,
- Štefana I., konstantinopelskega patriarha, ki bi tudi lahko bil sin Mihaela III.,
- Aleksandra, ki je postal bizantinski cesar leta 912,
- Ano Porfirigeneto, nuno v samostanu sv. Evfemije v Petrionu,
- Heleno Porfirogeneto, nuno v samostanu sv. Evfemije v Petrionu,
- Marijo Porfirogeneto, prednico v samostanu sv. Evfemije v Petrionu.